# القردة الحكيمة الثلاثة

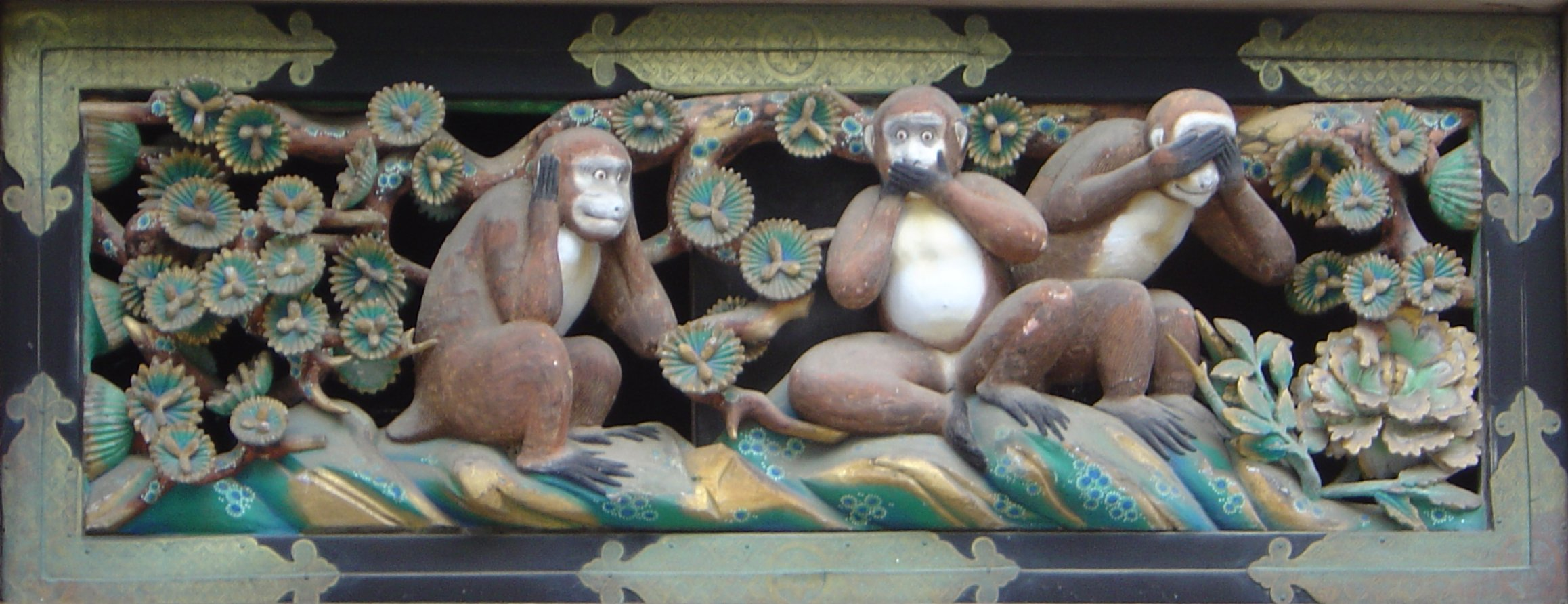
القردة الثلاثة على ضريح توشوغو في نيكو في مدينة نيكو في اليابان.

القردة الحكيمة الثلاثة (باليابانية: 三猿 أو 三匹の猿 التي تعني حرفيًا "القردة الثلاثة") مقولة تصويرية يُصور المثل الشعبي "لا أرى شرًا لا أسمع شرًا لا أتكلم شرًا". القردة الثالثة هي ميزارو الذي يغطي عينيه والذي لا يرى الشر؛ وكيكازارو الذي يُغطي أذنيه والذي لا يسمع الشر؛ وإيوازارو الذي يُغطي فمه والذي لا يتكلم بالشر.
ترتبط الكثير من المعاني بالقردة والمثل من ضمنها الربط بينها وبين رجاحة العقل والكلام وحسن التصرف، بينما تُستخدم هذه العبارة في العالم الغربي للإشارة إلى من يبحث عن طُرق للمخالفة ثم يرفض الاعتراف بها ويدعي الجهل.
ترمز هذة القرود لهؤلاء الذين لا يسمعون أي شر، ولا يرون أي شر، ولا يقولون أي شر، وايماءات اليد مع الوجة البسيطة التي يفعلونها تعتبر أساس ايماءات الخداع التي يفعلها البشر.
وبأسلوب بسيط، فنحن عندما نرى أو نقول أو نسمع كذبا أو خداعا، فمن المرجح ان نحاول ان نغطي أعيننا أو أفواهنا أو أذاننا بأيدينا.